# عصر ما قبل التاريخ
عصر ما قبل التاريخ هي فترة من تاريخ البشرية بين استخدام الأدوات الحجرية الأولى من قبل أشباه البشر منذ حوالي 3.3 مليون سنة وبداية التاريخ المسجل مع اختراع أنظمة الكتابة. ظهر استخدام الرموز والعلامات والصور في وقت مبكر جدًا عند البشر، ولكن أقدم نظام كتابة ظهر قبل 5,000 عام، واستغرق الأمر آلاف السنين حتى فشت أنظمة الكتابة بين الناس بصورة واسعة. إلا أن بعض الثقافات البشرية لم تستخدم أنظمة الكتابة حتى القرن التاسع عشر، والقليل منها لم تستخدمه إلى الآن. وقد اختلفت نهاية عصور ما قبل التاريخ اختلافا شديدا حسب الأماكن والمناطق، لذلك فالمصطلح لا يكاد يستخدم عند مناقشة المجتمعات التي انتهى فيها عصور ما قبل التاريخ مؤخرًا.
كانت حضارة سومر في بلاد الرافدين وحضارة وادي السند ومصر القديمة أولى الحضارات التي طورت نصوصها الخاصة واحتفظت بسجلات تاريخية. حدث هذا خلال العصر البرونزي المبكر. ثم تبعتها الحضارات المجاورة لهم. وصلت معظم الحضارات الأخرى إلى نهاية عصور ما قبل التاريخ خلال العصر الحديدي. لا يزال تقسيم نظام العصور الثلاث إلى العصر الحجري يتبعه البرونزي فالحديدي يستخدم في معظم أنحاء أوراسيا وشمال إفريقيا، ولكنه لا يُستخدم في الأجزاء الأخرى من العالم التي وصلها أشغال المعادن الصلبة مع ملامستها للثقافات الأوراسية، مثل أوقيانوسيا وأستراليا وبعض مناطق جنوب الصحراء الكبرى، وأجزاء من الأمريكتين. ومع بعض الاستثناءات في حضارات ما قبل كولومبية في الأمريكتين، لم تطور تلك المناطق أنظمة كتابة معقدة قبل وصول الأوراسيين، لذلك فإن عصور ما قبل التاريخ الخاصة بهم تصل إلى فترات حديثة نسبيًا؛ على سبيل المثال يُنظر إلى سنة 1788 عادةً على أنه نهاية عصور ما قبل التاريخ في أستراليا.
غالبًا ما تُعرف الفترة التي يكتب فيها الآخرون عن ثقافة ما وإن لم تطور نظام الكتابة الخاص بها، باسم فجر تاريخ الثقافة. وبحكم التعريف لا توجد سجلات مكتوبة من عصور ما قبل التاريخ البشرية، لذا فإن تأريخ أدوات عصر ما قبل التاريخ أمر بالغ الأهمية. ولم تتطور تقنيات التأريخ الواضحة حتى القرن التاسع عشر.

## التعريف

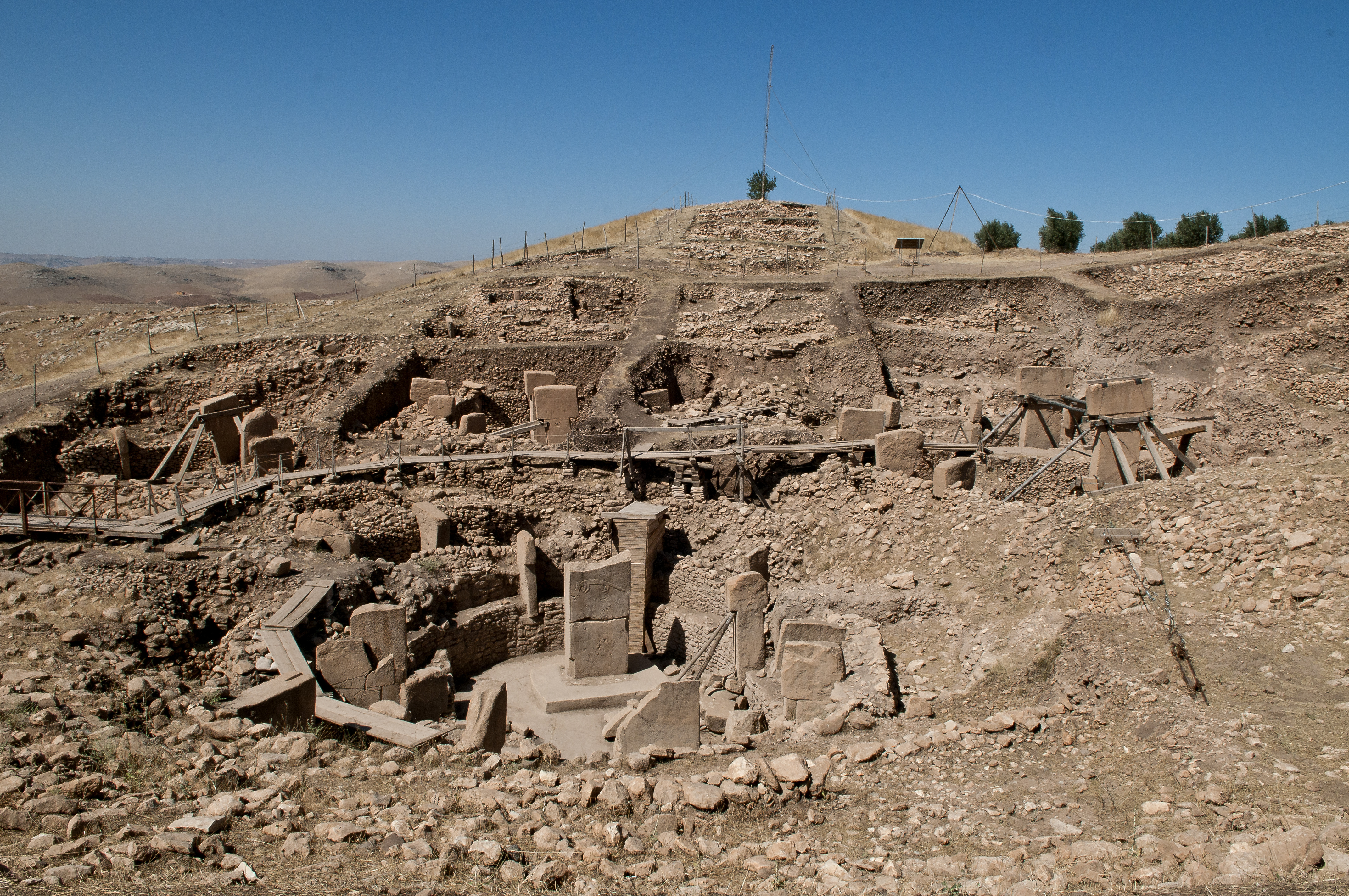
أعمدة حجرية ضخمة في غوبكلي تبه في جنوب شرق تركيا، بنيت لاستخدامها في الطقوس الدينية لسكان العصر الحجري الحديث الأوائل قبل 11,000 عام.

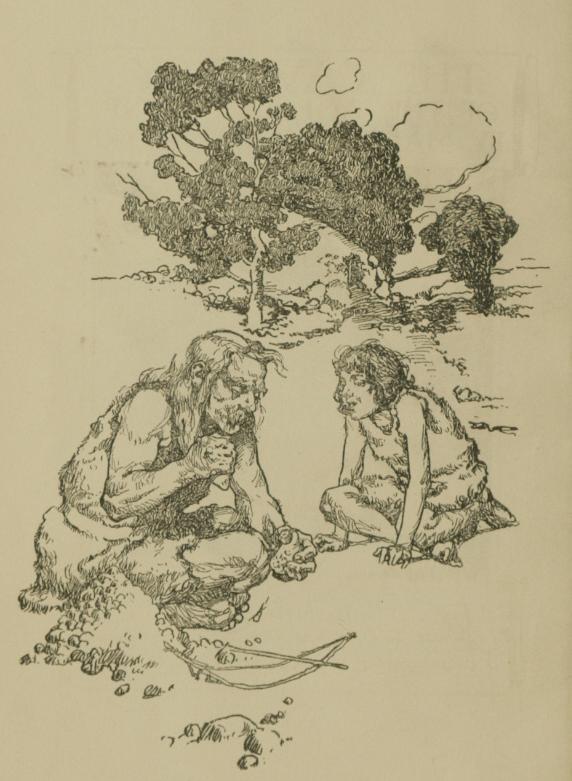
رسم تخطيطي مبكر يتخيل شخصًا بالغًا ومعه حدث من عصور ما قبل التاريخ يصنعان أداة حجرية.

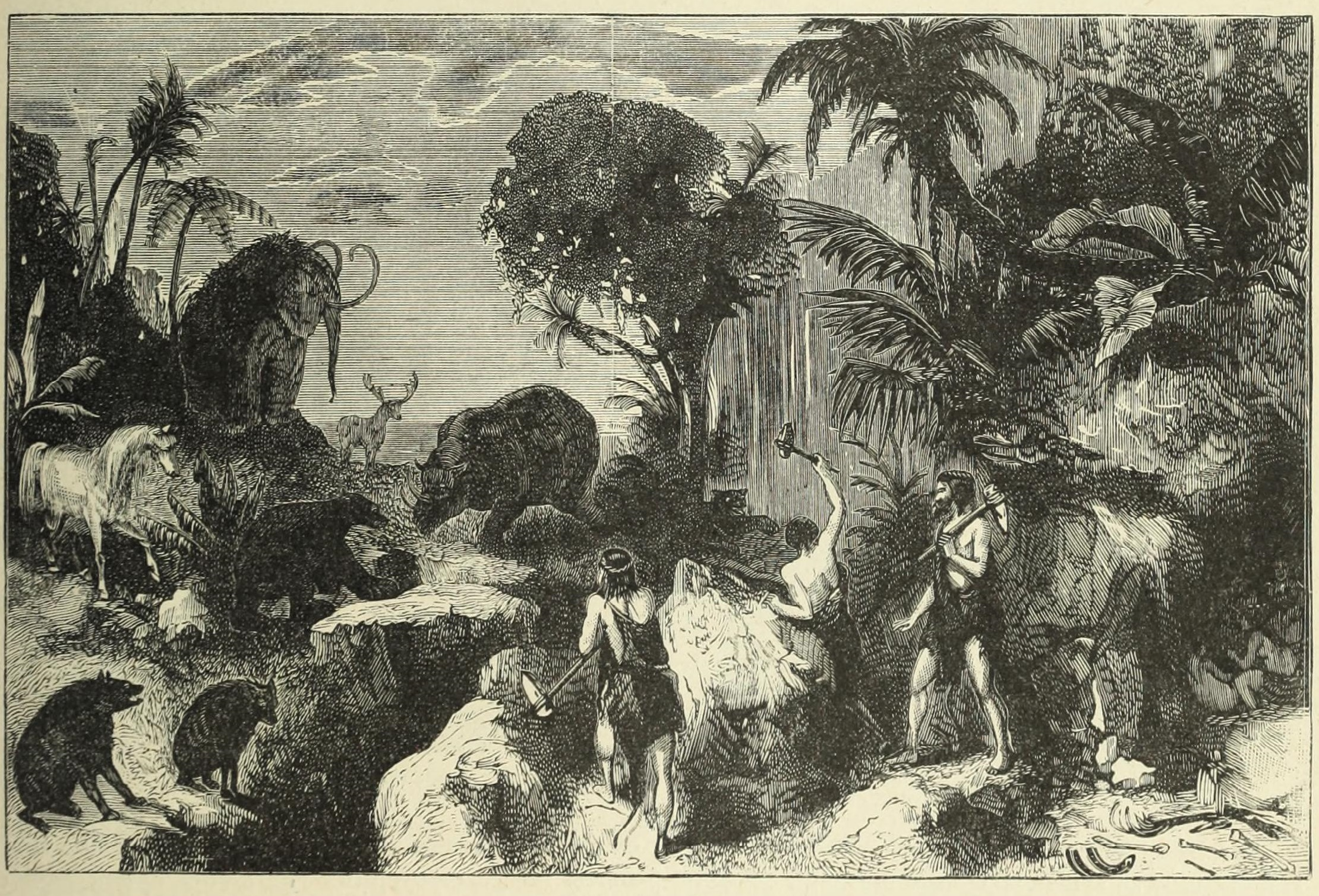
مفهوم القرن التاسع عشر عن الإنسان الأول في البرية

البدايةيمكن أن يشير مصطلح «عصور ما قبل التاريخ» إلى فترة زمنية طويلة، أي منذ بداية الكون أو الأرض، ولكنه في أغلب الأحيان يشير إلى فترة ظهور الحياة على الأرض، أو بشكل أكثر تحديدًا إلى فترة ظهور الكائنات شبيهة البشر.
نهايةيعرف التاريخ الذي يشير إلى نهاية عصور ما قبل التاريخ بأنه ظهور السجل التاريخي المكتوب المعاصر. وبالتالي يختلف التاريخ بشكل كبير من منطقة إلى أخرى اعتمادًا على التاريخ الذي تصبح فيه السجلات المرتبطة مصدرًا أكاديميًا مفيدًا. على سبيل المثال: في مصر من المقبول عمومًا أن عصور ما قبل التاريخ انتهت حوالي 3100 ق.م، بينما في غينيا الجديدة تم تحديد نهاية حقبة ما قبل التاريخ في سبعينيات القرن التاسع عشر، عندما قضى عالم الأنثروبولوجيا الروسي نيكولاس ميكلوهو ماكلاي عدة سنوات في العيش بين السكان الأصليين، ووصف أسلوب حياتهم في أطروحة شاملة. وفي أوروبا كان لدى الثقافات الكلاسيكية الموثقة نسبيًا في اليونان القديمة وروما القديمة ثقافات مجاورة، مثل السلتيين وبدرجة أقل الأتروسكان، بقليل من الكتابة عنهم أو بدون كتابة على الإطلاق، يجب على المؤرخين أن يقرروا مقدار الوزن الذي يجب إعطاؤه لكتابات شديدة التحيز في أحيان كثيرة لتلك الثقافات التي تعود إلى عصور ما قبل التاريخ في الأدب اليوناني والروماني.
فترات زمنيةعند تقسيم عصور ما قبل التاريخ البشرية في أوراسيا، استخدم المؤرخون عادة نظام العصور الثلاث، في حين استخدم علماء فترات ما قبل الإنسان السجل الجيولوجي المحدد جيدًا وقاعدة الطبقة المحددة دوليًا ضمن المقياس الزمني الجيولوجي. ونظام العصور الثلاث هي تحقيب فترة ما قبل التاريخ البشري إلى ثلاث فترات زمنية متتالية، سميت لتقنيات صنع الأدوات السائدة لكل منها:
- العصر الحجري
- العصر البرونزي
- العصر الحديدي[8]

لعصور ما قبل التاريخ للأمريكتين انظر عصر قبل كولومبي.

### تاريخ المصطلح
ظهر مفهوم «عصور ما قبل التاريخ» خلال عصر التنوير في أعمال علماء الآثار الذين استخدموا كلمة بدائي لوصف المجتمعات التي كانت موجودة قبل السجلات المكتوبة. ولكن حدث أول استخدام لكلمة ما قبل التاريخ في مجلة Foreign Quarterly Review في 1836.
إن استخدام المقياس الزمني الجيولوجي لفترات ما قبل الإنسان، ونظام العصور الثلاث لعصور ما قبل التاريخ البشري، هو نظام ظهر خلال أواخر القرن التاسع عشر في عمل علماء علم الإنسان وعلماء الآثار وعلماء الأنثروبولوجيا والمختصون بالأثريات البريطانيين والألمان والاسكندنافيين.

## وسائل البحث
المصدر الرئيسي للمعلومات لعصور ما قبل التاريخ هو علم الآثار (فرع من علم الإنسان)، لكن بعض العلماء بدأوا في الاستفادة بشكل أكبر من الأدلة من العلوم الطبيعية والاجتماعية. هذا الرأي صاغه دعاة التاريخ العميق.
أما الباحثون الأساسيون لتلك العصور فهم علماء الآثار وعلماء الأنثروبولوجيا الفيزيائية الذين يستخدمون التنقيب والمسوحات الجيولوجية والجغرافية وغيرها من التحليلات العلمية لكشف وتفسير طبيعة وسلوك الأشخاص الأميين وغير المتعلمين. وقدم علماء الوراثة البشرية واللغويات التاريخية أيضًا نظرة ثاقبة لتلك المسائل. وساعد علماء الأنثروبولوجيا الثقافية بتوفير إطار للتفاعلات المجتمعية، والتي من خلالها مر البشر بين الناس، مما سمح بتحليل أي مقال يظهر في سياق ما قبل التاريخ البشري. لذلك تتوفر البيانات حول عصور ما قبل التاريخ من خلال مجموعة واسعة من العلوم الطبيعية والاجتماعية، مثل الأنثروبولوجيا وعلم الآثار وعلم الفلك القديم ولسانيات مقارنة وعلم الأحياء والجيولوجيا وعلم الوراثة الجزيئي وعلم الأحياء القديمة وعلم الطلع وعلم الإنسان الحيوي وغيرها الكثير.
واختلاف عصور ما قبل التاريخ البشرية عن التاريخ ليس فقط من حيث التسلسل الزمني لها، ولكن في الطريقة التي تتعامل بها مع أنشطة الثقافات الأثرية بدلاً من الأمم أو الأفراد المحددين. واقتصر تاريخ عصور ما قبل التاريخ على العمليات المادية والبقايا والتحف بدلاً من السجلات المكتوبة، وهو مجهول الهوية. وبسبب هذا فإن المصطلحات المرجعية التي يستخدمها علماء ما قبل التاريخ مثل «إنسان نياندرتال» أو «العصر الحديدي» هي تسميات حديثة مع تعريفات تخضع أحيانًا للنقاش.

## العصر الحجري
يعد مفهوم «العصر الحجري» مفيدًا في علم الآثار في معظم أرجاء العالم، على الرغم من أنه في علم الآثار في الأمريكيتين يسمى بأسماء مختلفة، ويبدأ بالمرحلة الصخرية (بالإنجليزية: Lithic stage)، وأحيانًا بأسلاف الهنود. لذلك تستخدم الأقسام الفرعية الموضحة أدناه في أوراسيا، وليس بصورة ثابتة عبر المنطقة كلها.

### العصر الحجري القديم

خريطة مقترحة للهجرات البشرية الأولى، وفقًا لعلم الوراثة لالوراثيات السكانية، والأرقام هي آلاف السنين قبل الوقت الحاضر (دقتها مختلف عليها)

بدأ العصر الحجري القديم (بالإنجليزية: Palaeolithic) مع بداية استخدام الأدوات الحجرية. وهي أقدم فترة زمنية للعصر الحجري.
يُطلق على الفترة الأولى من العصر الحجري القديم اسم العصر الحجري القديم السفلي الذي يسبق الإنسان العاقل، بدءًا من الإنسان الماهر (والأنواع المرتبطة به) والأدوات الحجرية الأولى، والتي يرجع تاريخها إلى حوالي 2.5 مليون سنة. ولاتوجد دلائل مؤكدة على سيطرة البشر على النار خلال تلك الفترة، وإن كان لديه مقدرة علمية محدودة في أفضل الأحوال. والقول الأكثر قبولًا هو أن الإنسان المنتصب أو الإنسان العامل تمكن من إشعال النار قبل 790,000 إلى 690,000 عام مضت في موقع جسر بنات يعقوب في فلسطين. مكن استخدام النار البشر الأوائل من طهي الطعام وتوفير الدفء والحصول على مصدر للضوء في الليل.
نشأ الإنسان العاقل المبكر منذ حوالي 200,000 عام، مفتتحًا العصر الحجري القديم الأوسط. أظهرت التغييرات التشريحية إشارة إلى وجود اللغة الحديثة خلال تلك الحقبة الوسطى. وأيضا ظهر فيها أول دليل قاطع على استخدام الإنسان للنار. فاكتشفت مواقع في زامبيا بها عظام متفحمة وخشب يعود تاريخها إلى 61,000 عام مضت. يعد الدفن المنهجي للموتى والموسيقى والفن المبكر واستخدام أدوات متعددة الأجزاء ومتطورة من العلامات البارزة في العصر الحجري القديم الأوسط.
طوال حقبة العصر الحجري القديم عاش البشر رحلا واعتمدوا على الصيد والجمع والالتقاط. تميل مجتمعات الصيادين إلى أن تكون صغيرة جدًا وقائمة على المساواة، وعلى الرغم من أن المجتمعات البدائية ذات موارد وفيرة وتقنيات تخزين الطعام متقدمة، إلا أنها طورت أنماط حياة مستقرة ذات هياكل اجتماعية معقدة مثل المشيخات والتقسيم الطبقي الاجتماعي. كما تم إنشاء اتصالات بعيدة المدى، كما في حالة «الطرق السريعة» لسكان أستراليا الأصليون وتعرف باسم خطوط الغناء (بالإنجليزية: Songlines).

### العصر الحجري المتوسط

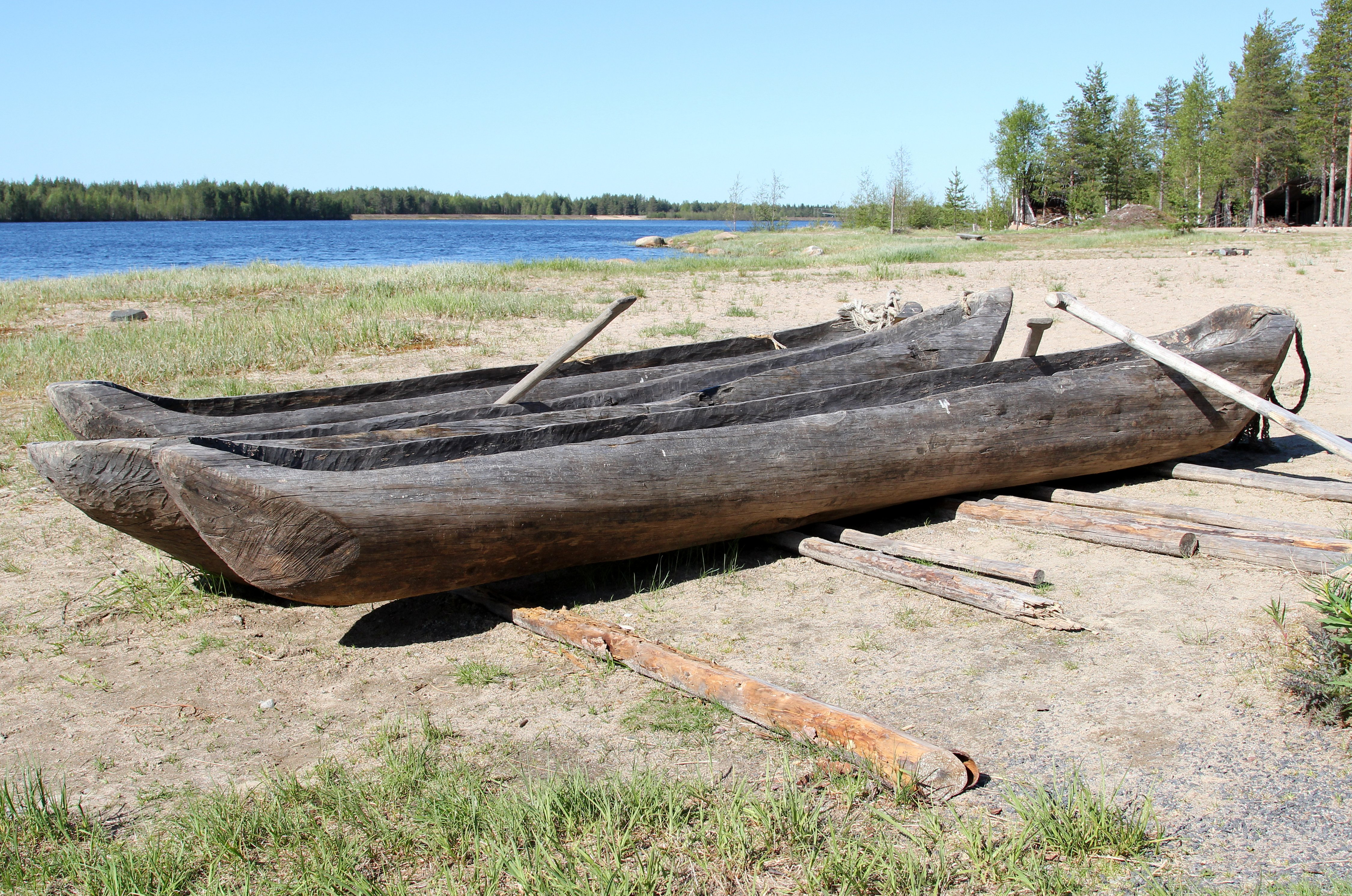
زورق المخبأ

العصر الحجري المتوسط أو العصر الحجري الوسيط (بالإنجليزية: Mesolithic)، هي فترة من تطور التكنولوجيا البشرية بين العصر الحجري القديم والعصر الحجري الحديث داخل العصر الحجري.
بدأ العصر الحجري المتوسط مع نهاية العصر الحديث الأقرب قبل 10,000 سنة، وانتهت بإدخال الزراعة والتي يختلف تاريخها حسب المنطقة الجغرافية. في بعض المناطق مثل الشرق الأدنى كانت الزراعة قد بدأت فعليًا مع نهاية العصر الحديث الأقرب، وكان العصر الحجري الوسيط فيها قصيرًا وضعيف التحديد. ويُفضل في المناطق ذات تأثير جليدي محدود مصطلح «العصر الحجري القديم الانتقالي». أما المناطق التي عانت من تأثيرات بيئية أكبر مع انتهاء العصر الجليدي الأخير فحقبتها الحجرية المتوسطة أكثر وضوحًا، ودامت آلاف السنين. ففي شمال أوروبا كانت المجتمعات قادرة على العيش بشكل جيد على الإمدادات الغذائية الغنية من الأهوار التي عززها المناخ الأكثر دفئًا. أنتجت مثل تلك الظروف سلوكيات بشرية مميزة تم حفظها في السجل المادي، مثل الثقافات المغلموسية والأزيلية. أدت تلك الظروف إلى تأخير ظهور العصر الحجري الحديث إلى أواخر 4000 ق.م (قبل 6000 سنة) في شمال أوروبا.
آثار تلك الفترة قليلة ومتباعدة، وغالبًا ما اقتصرت على المخابئ. في مناطق الغابات تم العثور على أولى علامات إزالة الغابات، على الرغم من أن هذا لم يبدأ إلا بشكل جدي خلال العصر الحجري الحديث، عندما كانت هناك حاجة إلى مساحة أكبر للزراعة.
يتميز العصر الحجري المتوسط في معظم المناطق بأدوات تجميع من الصوان الصغير: من الحصى والمزاميل الصغيرة. معدات صيد السمك وبليطة النجارة والأجسام الخشبية مثل: العثور على زوارق الكانو وسهام في بعض المواقع. ظهرت هذه التقنيات لأول مرة في إفريقيا، المرتبطة بالثقافة الأزيلية، قبل أن تنتشر إلى أوروبا من خلال الثقافة إيبيروموريسية لشمال إفريقيا وثقافة كبارية في بلاد الشام. ومع ذلك فالاكتشافات الجديدة المستقلة غير مستبعدة.

### العصر الحجري الحديث

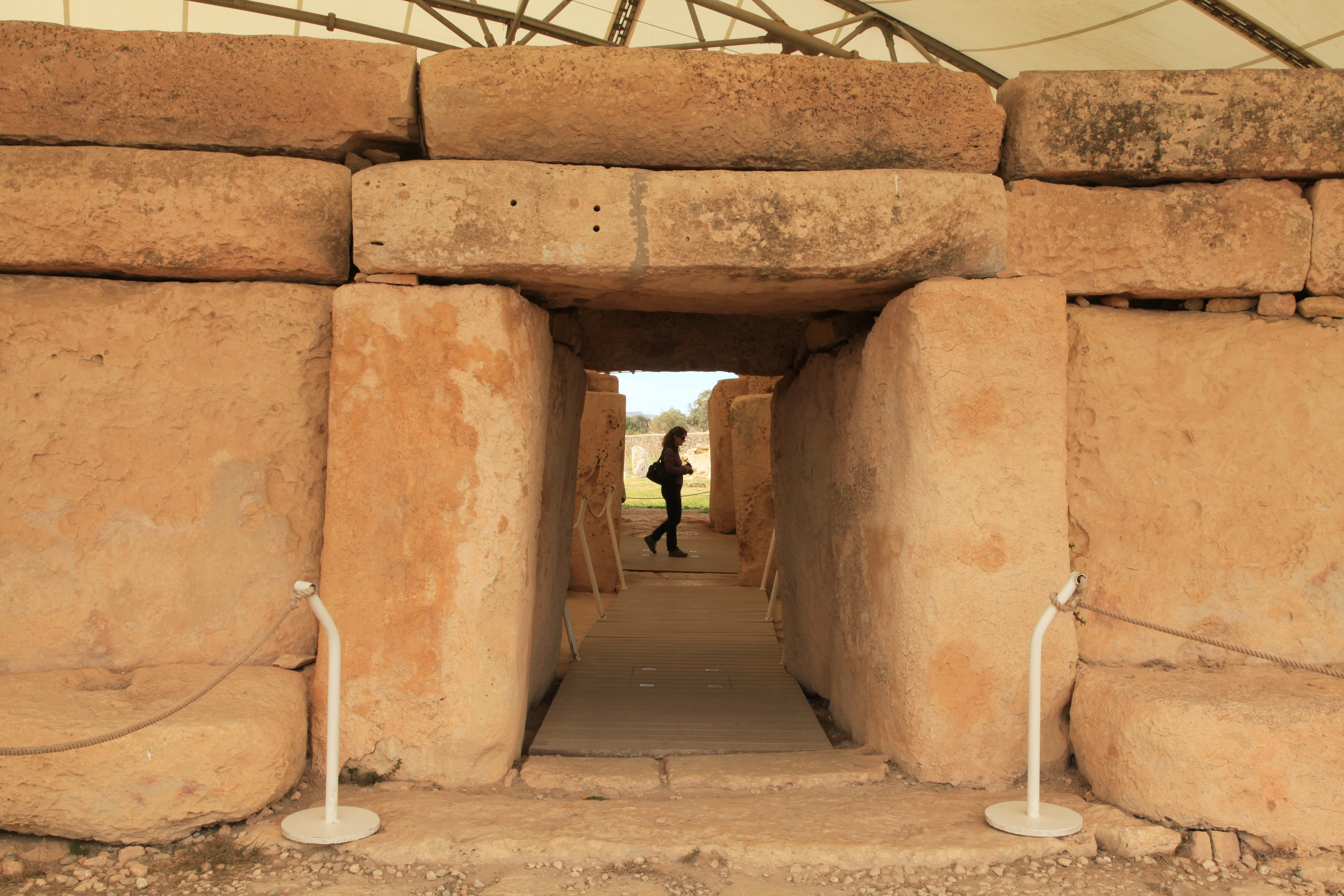
مدخل مجمع معبد مرحلة جانتيا في هاجر قم، مالطا 3900 قبل الميلاد.

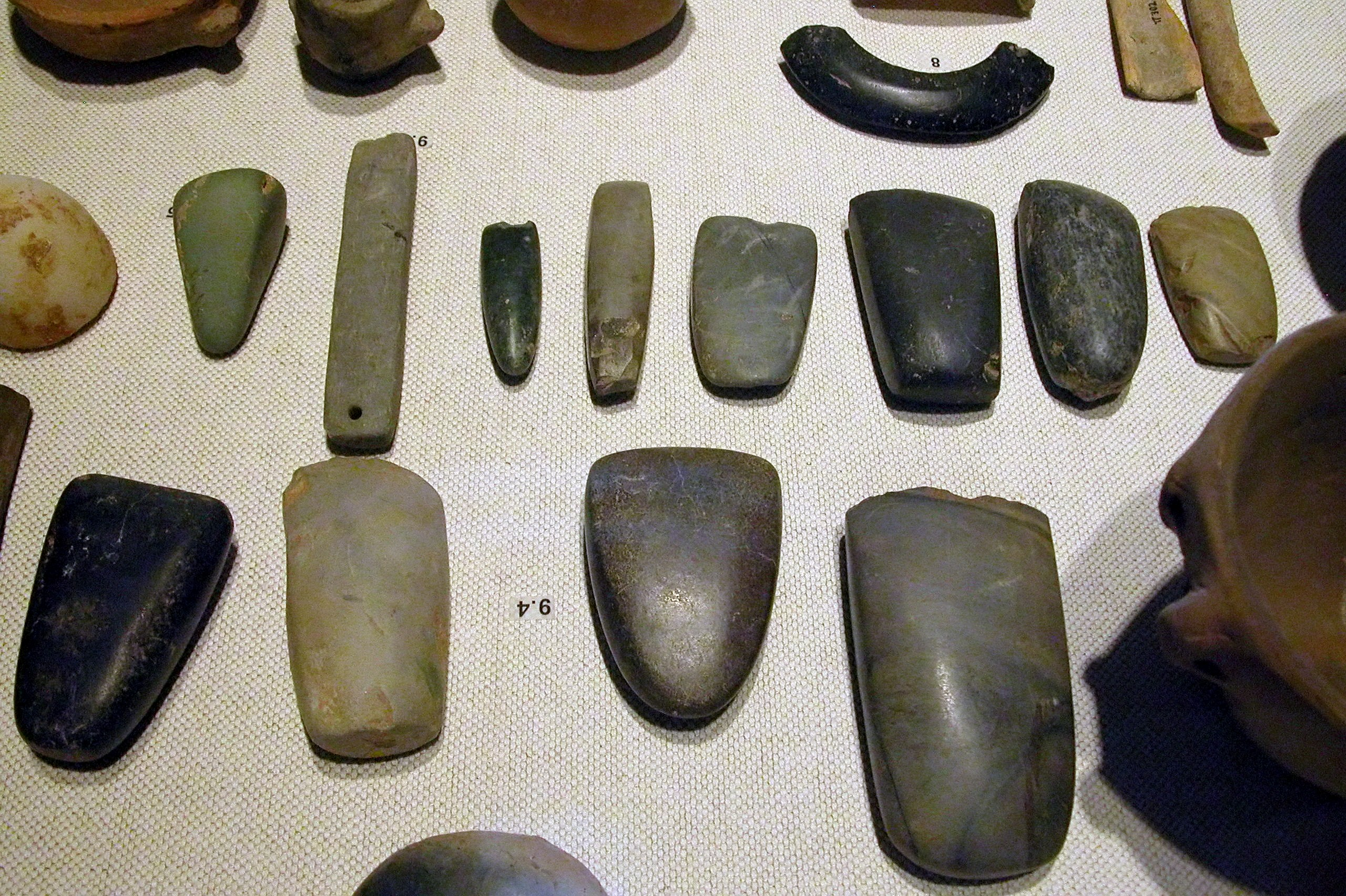
مجموعة من القطع الأثرية من العصر الحجري الحديث، مثل الأساور ورؤوس الفأس والأزاميل وأدوات التلميع - الأدوات الحجرية من العصر الحجري الحديث مصقولة بحكم تعريفها وليست مشظية، باستثناء العناصر المتخصصة

العصر الحجري الحديث (بالإنجليزية: Neolithic) على الرغم من وجود عدة أنواع من البشر خلال العصر الحجري القديم، إلا أنه بقي في هذا العصر فقط الإنسان العاقل، (ربما نجا إنسان فلوريس حتى فجر العصر الحجري الحديث، أي منذ حوالي 12200 سنة). وكانت تلك فترة من التطور التكنولوجي والاجتماعي البدائي. بدأ حوالي 10,200 ق.م في بعض أجزاء الشرق الأوسط، ثم انتشر إلى أجزاء أخرى من العالم. وانتهى بين 4500 و 2000 ق.م. ونلك الحقبة هي تطور في الخصائص والتغيرات السلوكية والثقافية، مثل استخدام المحاصيل البرية والداجنة والحيوانات الأليفة.
اقتصرت الزراعة المبكرة في ذلك العصر على مجموعة ضيقة من النباتات، سواء البرية أو المستأنسة مثل قمح وحيد الحبة والدخن والحنطة واستئناس الكلاب والأغنام والماعز. وفي حوالي 6900-6400 ق.م شملت الماشية وغيرها، وأنشئت مستوطنات دائمة أو موسمية، واستخدم الفخار. وشهد هذا العصر تطور القرى المبكرة والزراعة وتدجين الحيوانات والأدوات وبداية أقدم حوادث الحرب المسجلة. وبدأت تلك الحقبة مع بداية الزراعة التي أنتجت ثورة العصر الحجري الحديث. وانتهت مع انتشار الأدوات المعدنية (في العصر النحاسي أو العصر البرونزي؛ إو العصر الحديدي في مناطق جغرافية أخرى). وشاع استخدام مصطلح العصر الحجري الحديث في العالم القديم، حيث من الصعوبة تطبيقه على ثقافات الأمريكتين وأوقيانوسيا التي لم تطور بشكل كامل تكنولوجيا تشغيل المعادن.

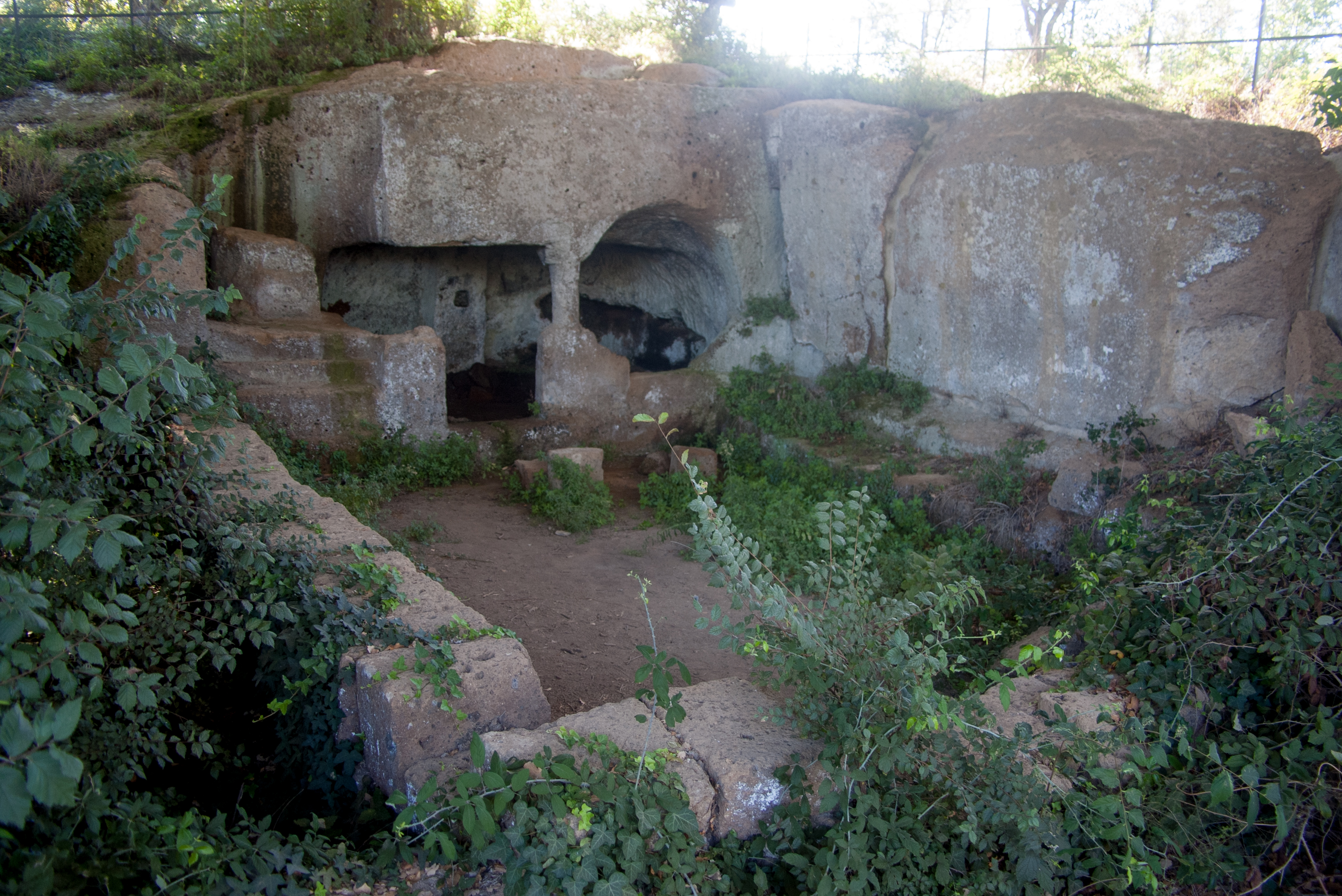
البناء الضخم في Luni sul Mignone في بليرا- إيطاليا 3500 ق.م

أصبحت المستوطنات أكثر ديمومة مع وجود منازل دائرية مع غرف مفردة مصنوعة من الطوب اللبن. قد يكون للمستوطنات جدار حجري محاط بها لإبقاء الحيوانات الأليفة فيها وحماية السكان من القبائل الأخرى. وتحتوي المستوطنات اللاحقة على منازل مستطيلة من الطوب اللبن حيث تعيش الأسرة معًا في غرف فردية أو متعددة. تشير نتائج الدفن إلى وجود عبادة الأسلاف حيث يحتفظ الناس بجماجم الموتى. وتشتهر مجمعات المعابد الصخرية في جكانتيا بهياكلها العملاقة.
وعلى الرغم من أن بعض مجتمعات العصر الحجري الحديث الأوروآسيوي شكلت مشيخات طبقية معقدة وربما دولًا، إلا أن الدول في أوراسيا تطورت فقط مع ظهور علم المعادن، وكانت معظم مجتمعات العصر الحجري الحديث بشكل عام بسيطة نسبيًا ومتساوية. وبدا أن معظم الملابس مصنوعة من جلود الحيوانات، كما يتضح من اكتشاف أعداد كبيرة من دبابيس قرن الوعل والعظام والتي تعتبر مثالية لربط الجلد. قد يكون قماش الصوف والكتان متاحين خلال العصر الحجري الحديث المتأخر، كما هو مقترح من خلال اكتشافات الأحجار المثقبة التي وحسب الحجم ربما تكون بمثابة دوامات مغزل أو مناسج.

### العصر النحاسي

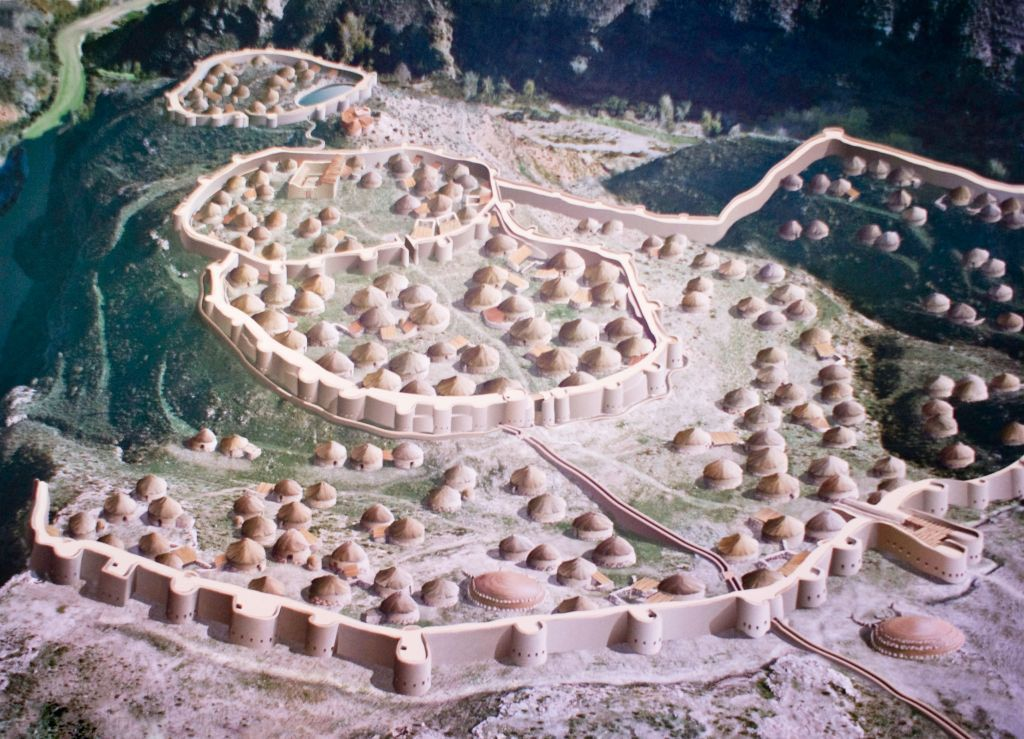
انطباع فني عن مدينة مسورة من العصر النحاسي، لوس مياريس إيبيريا

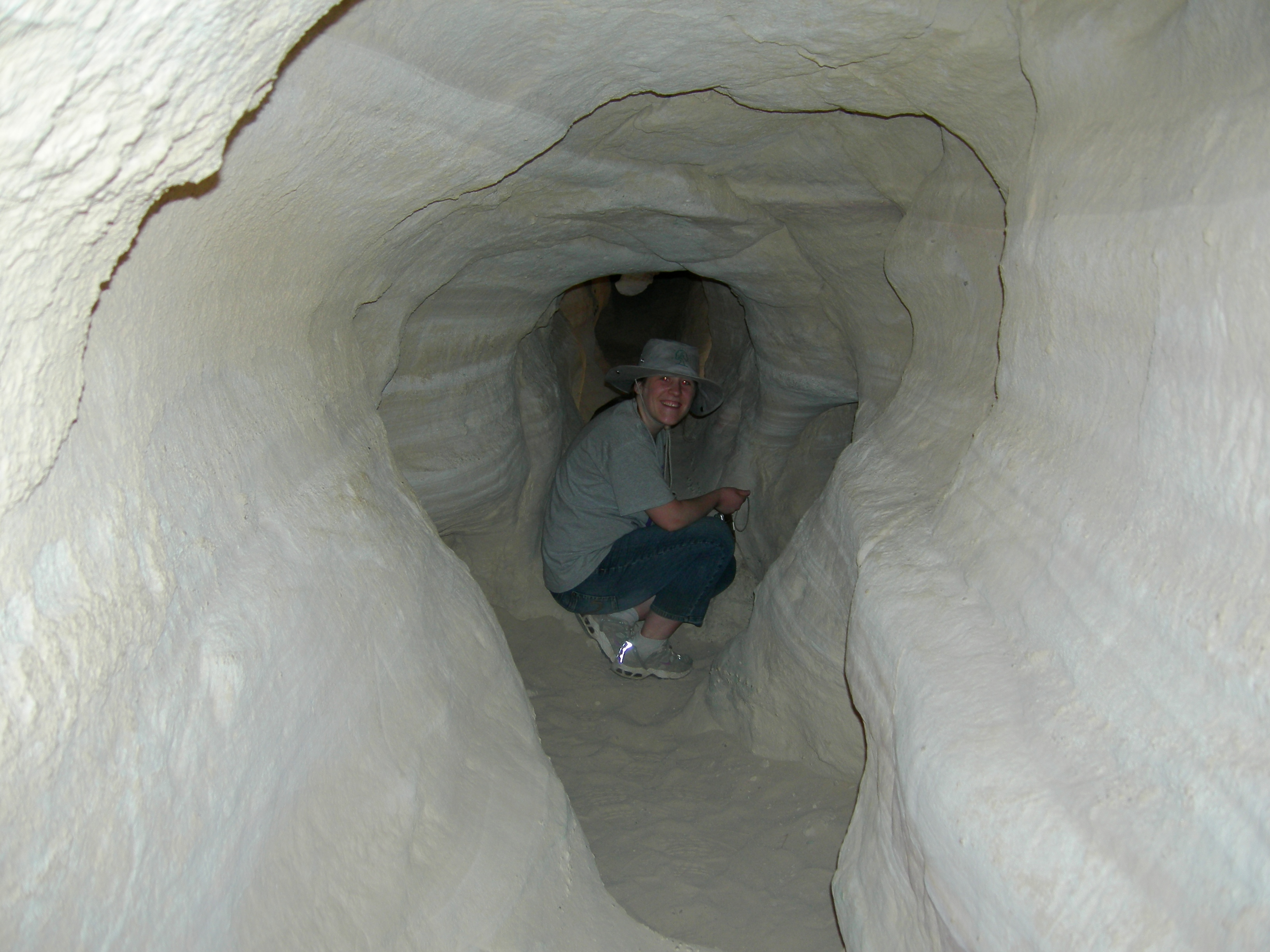
منجم نحاس من العصر النحاسي في وادي تمناع بالنقب إسرائيل

يشير مصطلح العصر النحاسي (بالإنجليزية: Chalcolithic - Eneolithic - Copper Age) في علم آثار العالم القديم إلى فترة انتقالية ظهر فيها تعدين النحاس المبكر إلى جانب الاستخدام الواسع للأدوات الحجرية. فظهرت خلال تلك الفترة بعض الأسلحة والأدوات المصنوعة من النحاس. ولا يزال طابع تلك الفترة مشابه جدًا العصر الحجري الحديث. فهي مرحلة من العصر البرونزي قبل اكتشاف أن إضافة القصدير إلى النحاس شكل البرونز الأكثر صلابة. ويعرف العصر النحاسي في الأصل على أنه انتقال بين العصر الحجري الحديث والعصر البرونزي. ولكن نظرًا بأنه يتميز باستخدام المعادن، فيعتبر العصر النحاسي جزءًا من العصر البرونزي بدلاً من العصر الحجري.
يحتوي موقع أثري في صربيا على أقدم دليل مؤرخ وثابت على صناعة النحاس عند درجة حرارة عالية منذ 7500 عام. وفي يونيو 2010 بتوسيع الاكتشافات وجدوا سجلا لصهر النحاس في حوالي 800 عام، مما يشير إلى أن صهر النحاس ربما تم اختراعه بصورة مستقلة في أجزاء منفصلة من آسيا وأوروبا في ذلك الوقت، بدلاً من انتشاره من مصدر واحد. وربما ظهر علم المعادن أولاً في الهلال الخصيب، حيث أدى إلى ظهور العصر البرونزي في الألفية 4 ق.م وهي وجهة النظر التقليدية، إلا أن تعدين النحاس في حضارة الفينكا في أوروبا قد تم تأريخها إلى أقدم قليلاً من الهلال الخصيب. ولكن احتوي وادي تمناع على أدلة على تعدين النحاس إلى ما بين 9000 - 7000 عام. تتميز عملية الانتقال من العصر الحجري الحديث إلى العصر الحجري النحاسي في الشرق الأوسط بوجود مجموعات الأدوات الحجرية الأثرية بانخفاض جودة الحصول على المواد الخام واستخدامها. فاستورد شمال إفريقيا ووادي النيل تقنيتهما الحديدية من الشرق الأدنى واتبعا مسارها في دخول العصر البرونزي والعصر الحديدي. إلا أن العصر الحديدي والعصر البرونزي قد حدث في وقت واحد في عدة أماكن من أفريقيا.

## الانتقال إلى التاريخ القديم

### العصر البرونزي

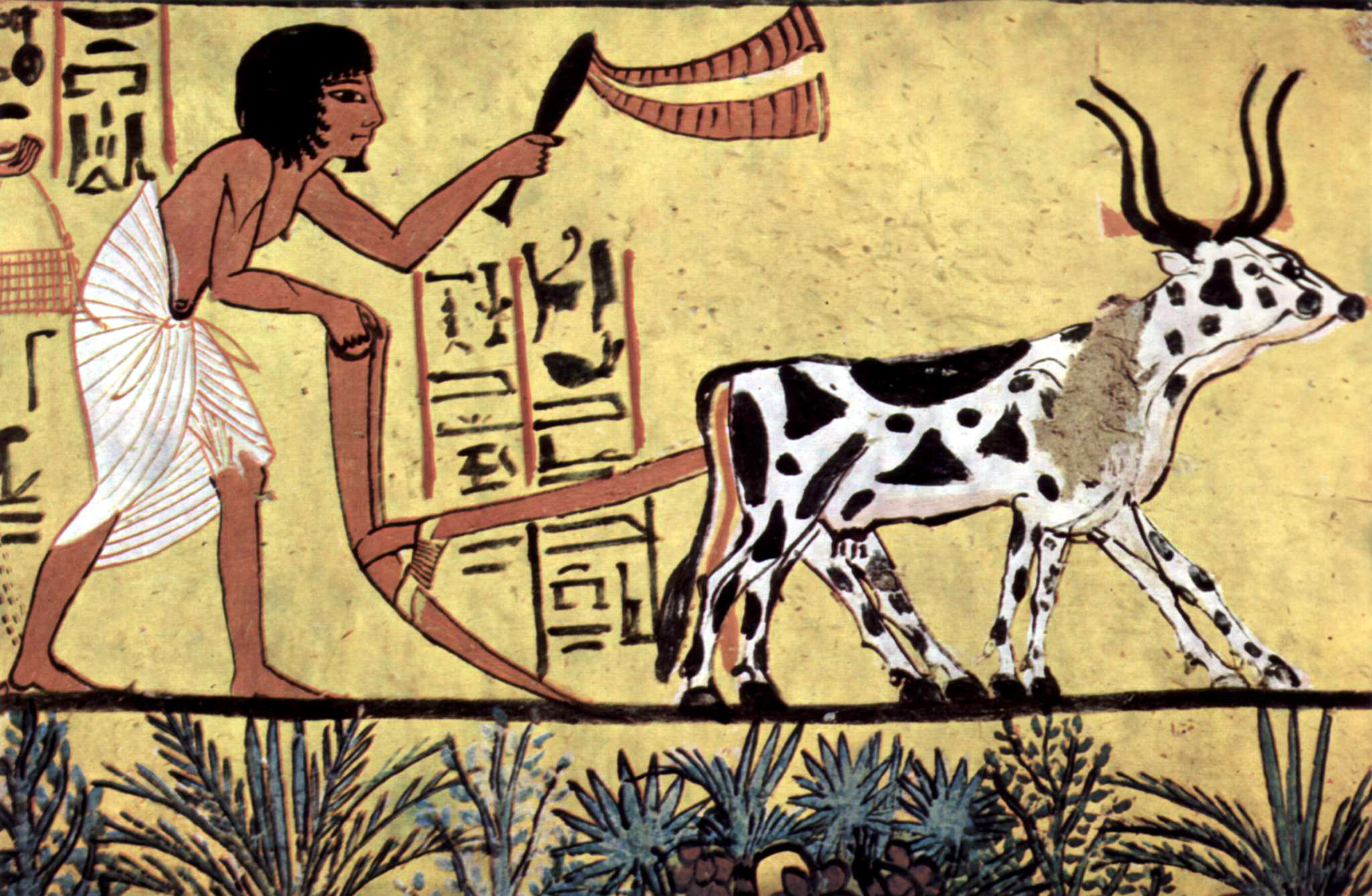
صورة للمحراث الذي يجره ثور مصحوبًا بالنقوش، مصر حوالي 1200 ق.م

العصر البرونزي (بالإنجليزية: Bronze Age) هي أقدم فترة وصلت فيها بعض الحضارات نهاية عصور ما قبل التاريخ، بعد إدخال النقوش والسجلات المكتوبة. وبالتالي يعتبر العصر البرونزي أو أجزاء منه جزءًا من عصور ما قبل التاريخ فقط للمناطق والحضارات التي تبنت أو طورت نظامًا لحفظ السجلات المكتوبة خلال فترات لاحقة. تزامن اختراع الكتابة في بعض المناطق مع البدايات الأولى للعصر البرونزي. بعد فترة وجيزة من ظهور الكتابة، بدأ الناس في إنشاء نصوص بما في ذلك السجلات المكتوبة للأحداث وحساب المسائل الإدارية.
يشير مصطلح العصر البرونزي إلى فترة في التطور الثقافي البشري عندما اشتملت الأعمال المعدنية الأكثر تقدمًا (على الأقل في الاستخدام المنتظم والواسع النطاق) على تقنيات لصهر النحاس والقصدير من نتوءات الخامات الطبيعية، ثم دمجها لتشكيل البرونز. والبرونز هو سبيكة تحتوي بنسبة 90% على النحاس و 10% قصدير. وعادة ما تحتوي تلك الخامات التي تتحد بشكل طبيعي على الزرنيخ باعتباره شائبة طبيعية. والملاحظ أن خامات النحاس والقصدير نادرة كما بدا أنه لم يكن هناك برونز قصدير في غرب آسيا قبل 3000 ق.م. حيث ظهر البرونز في أرض كنعان (فلسطين) سنة 3300 ق.م. وشكل العصر البرونزي جزءًا من نظام العصور الثلاث لمجتمعات ما قبل التاريخ، الذي هو يتبع العصر الحجري الحديث في بعض مناطق العالم.
وبينما النحاس هو خام شائع، إلا أن رواسب القصدير نادرة في العالم القديم، وغالبًا ما كان يحتاج تداولها أو نقلها إلى مسافات طويلة من المناجم القليلة، مما حفز إنشاء طرق تجارية واسعة النطاق. في العديد من المناطق البعيدة مثل الصين وإنجلترا استخدمت تلك المواد الجديدة الثمينة في الأسلحة ولكن على ما يبدو لم تكن متاحة للأدوات الزراعية لفترة طويلة. وبدا أن الكثير من النخب الاجتماعية قد اكتنزتها، وربما خزنتها في بعض الأحيان بكميات مبالغ فيها، من البرونز الطقسي الصيني وتخزين النحاس الهندي إلى التكنيز الأوروبي لرؤوس الفؤوس غير المستخدمة.
انتهى العصر البرونزي في آسيا الصغرى حوالي 1700 ق.م. وانتهى في البحر الأبيض المتوسط حوالي 1200 ق.م. أما في أوروبا فقد بدأ العصر البرونزي نحو 2200 ق.م وبقي حتى 800 ق.م وذلك بعد صهر الحديد وتصنيعه كأدوات. ونشأت مع نهايته دول كبيرة، والتي سميت غالبًا إمبراطوريات في مصر والصين والأناضول (الحثيين) وبلاد الرافدين، وجميعهم ذو ثقافة.

### العصر الحديدي
لم يكن العصر الحديدي جزءًا من عصر ما قبل التاريخ عند أي حضارة قدمت سجلات مكتوبة خلال عصرها البرونزي. أما باقي الحضارات التي ظهرت سجلاتها في العصر الحديدي، غالبًا ماكان بعد غزوها من الإمبراطوريات، والتي توسعت في تلك الفترة. على سبيل المثال: غزو الإمبراطورية الرومانية لمعظم أوروبا يعني أن مصطلح العصر الحديدي قد استبدل بكلمة «الرومان» أو «غالي روماني» أو مصطلحات مشابهة بعد الغزو.
يشير العصر الحديدي في علم الآثار إلى قدوم علم المعادن الحديدية. تزامن تبني الحديد مع تغييرات أخرى في بعض الثقافات السابقة، غالبًا ما احتوت ممارسات زراعية أكثر تطوراً ومعتقدات دينية وأنماط فنية، مما يجعل العصر الحديدي الأثري يتزامن مع العصر المحوري في تاريخ الفلسفة. على الرغم من شيوع خام الحديد، إلا أن تقنيات الأشغال المعدنية اللازمة لاستخدام الحديد اختلفت اختلافًا كبيرًا عن حاجات المعدن المستخدم سابقًا، فقد انتشر الحديد ببطء، واستخدم لفترة طويلة أساسًا في الأسلحة، بينما ظل البرونز نموذجيًا للأدوات وكذلك في الفن.

## التسلسل الزمني
جميع التواريخ تقريبية وتخمينية، تم الحصول عليها من خلال البحث في مجالات علم الإنسان وعلم الآثار وعلم الوراثة والجيولوجيا وعلم اللغة. وتخضع جميعها للمراجعة حسب الاكتشافات الجديدة أو تحسن في قراءة الزمن. ق.ح. تعني قبل الحاضر (1950). ق.م تعني قبل الميلاد.

### العصر الحجري القديم
العصر الحجري القديم السفلي
- حوالي 2.8 مليون سنة – يظهر جنس هومو
- حوالي 2.5 مليون سنة – دليل على وجود الأدوات البشرية المبكرة
- حوالي 600,000 سنة مضت – مجتمعات بدائية
- حوالي 400,000 سنة مضت – تحكم الإنسان القديم في النار

العصر الحجري القديم الأوسط
- حوالي 300,000–30,000 سنة – حضارة موستيرية (نياندرتال) في أوروبا.[31]
- حوالي 200,000 سنة مضت – ظهر في أفريقيا الإنسان العاقل من (التصنيف البشري)، وإحدى خصائصه هي قلة شعر الجسم بشكل ملحوظ مقارنة بالرئيسيات الأخرى. انظر على سبيل المثال بقايا أومو.
- حوالي 170,000–83,000 سنة مضت – اختراع الملابس[32]
- حوالي 75,000 سنة مضت – انفجار بركان توبا.[33]
- حوالي 80,000–50,000 سنة مضت – يخرج الإنسان العاقل من إفريقيا كشعب واحد.[34][35] وفي الألفية التالية هاجر أحفاد هؤلاء السكان إلى جنوب الهند وجزر الملايو وأستراليا واليابان والصين وسيبيريا وألاسكا والساحل الشمالي الغربي لأمريكا الشمالية.[35]
- حوالي 80,000–50,000? سنة مضت – حداثة سلوكية من خلال تلك النقطة بما في ذلك اللغة والإدراك المتطور

العصر الحجري القديم العلوي
- حوالي 45,000 سنة مضت / 43,000 ق.م – بداية حضارة شاتلبيرونية في فرنسا.
- حوالي 40,000 سنة مضت / 38,000 ق.م – أول مستوطنة لسكان أستراليا الأصليون في النصف الجنوبي من القارة الأسترالية، (في عدة مناطق فيما يسمى اليوم مدن سيدني،[36][37] وبرث،[38] وملبورن.[39])
- حوالي 32,000 سنة مضت / 30,000 ق.م – بدايات ثقافة أورينياسية، تجسدت في رسوم الكهوف (الفن الجداري) لكهف شوفيه في فرنسا.
- حوالي 30,500 سنة مضت / 28,500 ق.م – استوطن البشر غينيا الجديدة قادمين إما من آسيا أو أستراليا.[40]
- حوالي 30,000 سنة مضت / 28,000 ق.م – ذبح قطيع من الرنة وسلخها على يد البشر في وادي فيزير فيما يعرف اليوم بفرنسا.[41]
- حوالي 28,000–20,000 سنة مضت – العصر الجرافيتي[الإنجليزية] أو (الحضارة الجرافيتية) في أوروبا. اختراع حربون والمنشار والإبرة.
- حوالي 26,500 سنة مضت – الذروة الجليدية الأخيرة. وبعدها ذوبان الجليد وتتراجع الأنهار الجليدية مرة أخرى (نهاية العصر الجليدي الأخير). خلال تلك الفترة عاد البشر إلى أوروبا الغربية (انظر الثقافة المجدلانية) ودخلوا أمريكا الشمالية من شرق سيبيريا لأول مرة (انظر أسلاف الهنود ثقافة ما قبل كلوفيس واستيطان الأمريكيتين).
- حوالي 26,000 سنة مضت / 24,000 ق.م – استخدم الناس في جميع أنحاء العالم الألياف لصنع حمالات الأطفال والملابس والحقائب والسلال والشبكات.[42]
- حوالي 25,000 سنة مضت / 23,000 ق.م – تم إنشاء قرية صغيرة تتكون من أكواخ مبنية من الصخور وعظام الماموث في ما يعرف الآن باسم Dolní Věstonice في جمهورية التشيك. وتلك هي أقدم مستوطنة بشرية دائمة اكتشفها علماء الآثار[43]
- حوالي 23,000 سنة مضت / 21,000 ق.م – زراعة تجريبية على نطاق صغير للنباتات في موقع Ohalo II، وهي مستوطنة بشرية بدائية على شاطئ بحيرة طبريا إسرائيل.[44]
- حوالي 16,000 سنة مضت / 14,000 ق.م – نحت (البيسون الأوروبي) الطيني في أعماق كهف لوتوك دأوبيرت في جبال البرانس الفرنسية بالقرب من حدود إسبانيا الآن.[45]
- حوالي 14,800 سنة مضت / 12,800 ق.م – بدأت الفترة الرطبة في شمال إفريقيا. أضحت منطقة الصحراء الكبرى رطبة وخصبة، وامتلئت طبقات المياه الجوفية.[46]

### العصر الحجري المتوسط/العصر الحجري القديم الانتقالي
- حوالي 12,500 إلى 9,500 ق.م – ثقافة نطوفية: ثقافة الصيادين المستقرين الذين قد زرعوا الجاودار في بلاد الشام (شرق البحر الأبيض المتوسط)

### العصر الحجري الحديث
- حوالي 9,400–9,200 ق.م – يُزرع التين من النوع إثمار بكري (المعقم) في أوائل العصر الحجري الحديث قرية جلجال الأول (في وادي الأردن على بعد 13 كم شمال أريحا). وسبق الاكتشاف استزراع القمح والشعير والبقوليات، وبالتالي قد يكون أول مثال معروف للزراعة.[47]
- حوالي 9,000 ق.م – دوائر من الأعمدة الحجرية على شكل حرف T أقيمت في غوبكلي تبه في منطقة جنوب شرق الأناضول في تركيا خلال فترة (PPNA). حتى الآن يُعتقد أن الهياكل غير المحفورة في الموقع تعود إلى العصر الحجري القديم الانتقالي.
- حوالي 8,000 / 7000 ق.م – بدأت زراعة الشعير والقمح في شمال بلاد الرافدين، أي شمال العراق الآن. استخدمت في البداية في صناعة الجعة والعصيدة والحساء، وبالنهاية لصنع الخبز.[48] في الزراعة المبكرة في هذا الوقت تم استخدام عصا الزراعة، لكنها استبدلت بمحراث بدائي في القرون اللاحقة.[49] في ذلك الزمن تقريبًا بني برج حجري دائري في أريحا، محفوظ إلى الآن بارتفاع 8.5 متر (28 قدم) وقطره 8.5 متر (28 قدم).[50]

### العصر النحاسي
- حوالي 3,700 ق.م – ظهرت الكتابة التصويرية الأولى، المعروفة باسم المسمارية الأولى في سومر، وبدأ بحفظ السجلات. ووفقًا لغالبية المتخصصين فإن الكتابة الأولى في بلاد الرافدين (في الواقع لا تزال الكتابة التصويرية الأولية في تلك المرحلة) أداة لحفظ السجلات التي لم يكن لها صلة تذكر باللغة المنطوقة.[51]
- حوالي 3,300 ق.م – التاريخ التقريبي لوفاة رجل الثلج أوتزي، الذي عُثر عليه محفوظًا في الجليد في جبال الألب في أوتزي سنة 1991. وعثر مع الجثة فأس نحاسية، وهي تقنية مميزة لهذا العصر.
- حوالي 3,000 ق.م – بدأ بناء ستونهنج. احتوى في نسخته الأولى على حفرة دائرية وحاجز، مع 56 عمودًا خشبيًا.[52]

## حسب المناطق
| العالم القديم أفريقيا - أفريقيا ما فبل التاريخ - مصر ما قبل الأسرات - ما قبل التاريخ في شمال أفريقيا - آسيا ما قبل التاريخ | آسيا - شرق آسيا: - - كوريا ما قبل التاريخ - العصر الحجري الياباني القديم - جنوب آسيا - الهند ما قبل التاريخ - آسيا الوسطى ما قبل التاريخ - سيبيريا ما قبل التاريخ - جنوب شرق آسيا: - إندونيسيا ما قبل التاريخ - جنوب غرب آسيا (الشرق الأدنى) - Prehistory of Iran - أورينياسية - ثقافة نطوفية - فترة العبيد - فترة أوروك - الشرق الأدنى القديم | أوروبا - أوروبا ما قبل التاريخ - العصر الحجري القديم الأوروبي - العصر الحجري الحديث الأوروبي - أوروبا في العصر البرونزي - العصر الحديدي في أوروبا - Atlantic fringe - بريطانيا ما قبل التاريخ - أيرلندا ما قبل التاريخ - إيبيريا ما قبل التاريخ - التاريخ القديم لجنوب شرق أوروبا |

العالم الجديد
- عصر قبل كولومبي
- أوقيانوسيا
  - أستراليا ما قبل التاريخ